# 高石神社
高石神社（たかしのじんじゃ、たかいしじんじゃ）は、大阪府高石市にある神社。旧社格は郷社。

## 祭神
- 少名彦名命（すくなびこなのみこと）
- 天照大神（あまてらすおおかみ）
- 熊野坐神（くまのにますかみ）

## 歴史
この神社の創建については不詳であるが、白雉元年（650年）に創建されたとされ、延喜式にも記された神社である。
船乗りたちの願成就であるお礼相撲が、近年まで奉納されていた。

## 行事
10月「体育の日」の前の土日『秋季大祭』
11月15日『七五三』
12月31日　24:00～ 『みそか祭』
1月1日　　 6:00～　『元旦祭』
2月3日　『厄除け星祭り』　17:00～『節分祭』

## ご祈祷
病気平癒・身体健全・商売繁昌・家内安全・安産祈願・良縁成就・学業成就・合格祈願・就職祈願・心願成就・神恩感謝・お宮参り・七五三詣・成人奉告・自動車祓・交通安全・方位除け

## 現地情報
所在地
- 大阪府高石市高師浜4-1-19

交通アクセス
- 最寄駅：南海高師浜線高師浜駅下車後、徒歩約1分